# Colegio de Nuestra Señora de los Infantes (Toledo)
El Colegio de Nuestra Señora de los Infantes de la ciudad de Toledo (España) fue fundado por el cardenal Silíceo en el siglo XVI. El edificio, terminado ya en 1559, no se construyó de nueva planta, sino que fue fruto de la remodelación de un inmueble ya existente. La planta, totalmente, irregular, viene impuesta por las calles adyacentes, las cuales convierten al Colegio en un edificio exento. 
De la traza y ejecución de la obra se encargó don Francisco de Villalpando, también autor de la reja del presbiterio mayor de la Catedral; y muy posiblemente fuera su maestro de obras principal Alonso de Covarrubias, dada la gran vinculación existente entre el Colegio y el Cabildo de la Catedral. 

## Descripción del edificio histórico
El edificio está organizado en torno a dos patios irregulares y carece de una gran escalera. La entrada principal se hace a través de una puerta, por donde se penetra a un zaguán. 
El exterior es de mampostería, muy sencilla, y presenta una cierta regularidad en la distribución de sus huecos. Los de las ventanas tienen unas hermosas rejas, obra del Maestro Domingo de Céspedes, rejero de la Catedral. Como elemento fundamental de las distintas fachadas se halla la puerta principal. El hueco adilentado de esta se halla enmarcado por dos hermosas canéforas y, en su parte superior, por el escudo del cardenal Silíceo sostenido por dos putti. Por encima del entablamiento, decorado con máscaras, tritones y putti, se instala un tondo con la Virgen y el Niño, de influencia italiana; a ambos lados aparecen sedentes las representaciones de la Justicia y de la Fe. La portada está rodeada por un almohadillado sobrepuesto al muro de mampostería. Es de resaltar que se trata de un edificio exento, es decir, que no tiene otros edificios conlindantes, circunstancia esta muy rara en la ciudad de Toledo donde por el contrario lo habitual es que los edificios limiten por todos lados con otros.

## Historia

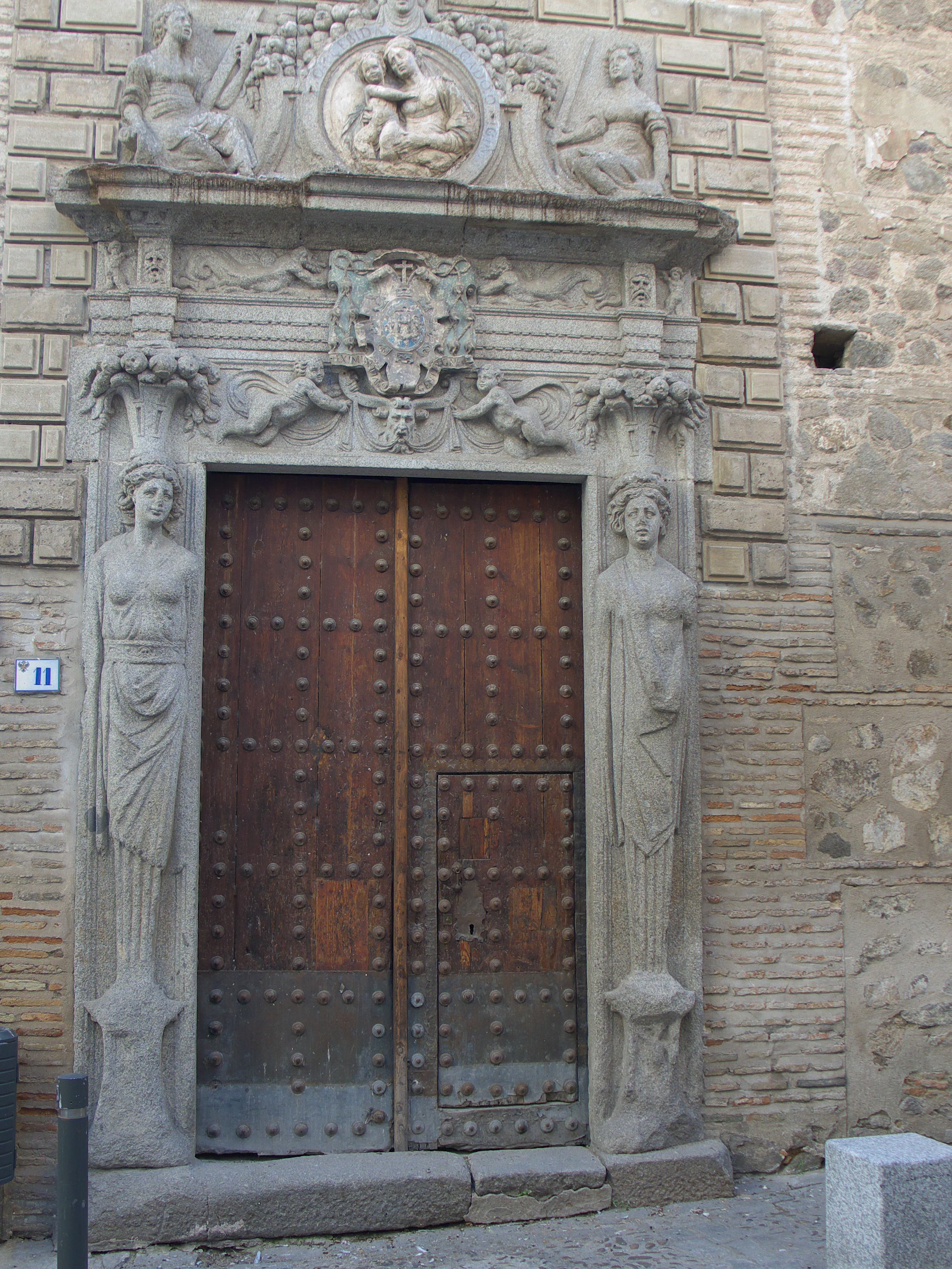
Puerta principal del Colegio.

El 22 de julio de 1552 el cardenal de Toledo Juan Martínez Silíceo funda el Colegio de Nuestra Señora de los Infantes cuya finalidad será la formación integral de unos niños, llamados “cleriçones” que cantaban y ayudaban en los actos litúrgicos de la Catedral Primada de Toledo. El 9 de mayo de 1557 el mismo cardenal firma las Constituciones por las que se regirá dicho colegio. Hay noticias anteriores que se remontan al siglo XII de los servicios de unos niños en la catedral primada.
En el siglo XIX tal vez fueron los colegiales becarios más célebres el maestro de Música Guillermo Cerceda y Francisco Sanz, cantor en la Capilla de Música del Palacio Real de Madrid, ambos naturales de Toledo. En el siglo XX merece un recuerdo el antiguo seise e ilustre compositor D. Jacinto Guerrero, a quien se debe la música de magníficas zarzuelas, como "Los Gavilanes", "El huésped del Sevillano" y "La rosa del azafrán".
También hay que destacar la figura del antiguo seise San Alonso de Orozco, patrón de los Seises de Toledo.
De entre los cuarenta cleriçones que componían el acolitado de la Catedral Primada en el siglo XVI, había una clase especial: los SEISES llamados así por su número, como dice Luis Hurtado de Toledo: "Cuarenta clerizones, niños pequeños, de los cuales seis son diestros en las voces, escogidos para cantar en el coro, y por su número son llamados seises". Su misión ha sido, y es, formar parte del coro catedral o capilla de música, de la cual fueron ilustres maestros y compositores eminentes Cristóbal de Morales, en el siglo XVI, o Francisco Antonio Gutiérrez (en el siglo XVIII). En esta etapa fundacional el cardenal Silíceo nombra al deán y al Cabildo de la Santa Iglesia Catedral Primada como perpetuos administradores del dicho Colegio, así como un "director", sacerdote de la misma Catedral. En el Colegio debían residir no sólo el director, sino también los profesores de Gramática y Música, los cuales debían también ser sacerdotes. En las mismas Constituciones, en el número 14, el Cardenal Silíceo ordena que los niños "sean vestidos de ropas coloradas", como actualmente visten: sotana roja y sobrepelliz blanco. El recorrer de los siglos hizo que los Seises tuvieran tal prestigio que hizo que varios arzobispos redotaran las rentas por las que se sostenía el Colegio. Así el cardenal Pascual de Aragón dotó en el año 1667, con todos sus bienes, al Colegio de Infantes.
Algo parecido hizo el Cardenal Moreno y el 15 de diciembre de 1961 el cardenal Pla y Deniel dicta las normas por las que se reformaba y se ponían de acuerdo con la legislación Educativa entonces vigente el plan de estudios en dicho edificio. Para ello crea una Junta de Gobierno compuesta por los M.I. Sres. Canónigos de la Catedral y la dirección se le encomienda, con el título de vicerrector, al sacerdote de la catedral Luis García-Hinojosa Sánchez-Largo. Es a partir de entonces cuando el Colegio comienza su nueva andadura: el número de alumnos se va incrementando y hace que sea inviable el seguir en el antiguo y primer edificio del Colegio. 
Ante las nuevas leyes de Educación el Colegio se veía destinado a construir un nuevo edificio que albergara todas las exigencias de las nuevas leyes de Educación. Para ello, la Asociación Católica de Padres de Alumnos, junto con el Cabildo de la Catedral, firman un Convenio por el que se decide construir un nuevo y moderno Colegio. Por el Acta de Protocolización firmado en el año 1978 y según las Normas de Régimen Interno del Colegio, el arzobispo de Toledo, como rector del Colegio, junto con el Cabildo, como patrono del mismo, designan al vicerrector y al maestro de música.
Asimismo, en el artículo 115 de las Normas del Colegio se contempla que "El Colegio Nuestra Señora de los Infantes, desde sus orígenes tiene, como misión propia y fundacional, la de contribuir con acólitos y escolanos a la dignidad del culto y a la mayor solemnidad de las ceremonias litúrgicas de la Santa Iglesia Catedral Primada".
Actualmente, el colegio sigue existiendo, aunque en otra localización, en la avenida de Europa, 12, en unos terrenos ubicados en los llamados "Campos de Don Gregorio" (por el profesor de Historia y sacerdote Gregorio Sánchez Doncel), siendo inaugurado oficialmente en el curso 1980/81 por el Cardenal Primado Marcelo González Martín,  y ampliado desde entonces en varias ocasiones. Cuenta con alrededor de 1.500 alumnos comprendidos entre 1º de Educación Infantil y 2º de Bachillerato. En el antiguo edificio del siglo XVI se inauguró en noviembre de 2014, tras una cuidada rehabilitación, un Museo de Tapices, Textiles y Arte Sacro, filial del Museo de la Catedral de Toledo.
Los últimos directores de los Seises de Toledo, que en ocasiones se les ha denominado "Escolanía del Colegio de Infantes", "Escolanía de la Catedral" o "Escolanía de Nuestra Señora del Sagrario", son:
- Luis García-Hinojosa Sánchez-Largo (Orgaz -Toledo-, 1932)
- Alfonso María Frechel Merino
- Antonio-Benigno Celada Alonso (Astorga -León-, 1930-2010)
- Ángel José Redondo Segovia, (Calera y Chozas -Toledo-, 1962)
- José Manuel Martín-Delgado Sánchez, actual director (Orgaz -Toledo-, 1989)

## Relación de vicerrectores de la etapa contemporánea del Colegio de Infantes
- Isaac Félix Blanco (durante la etapa preparatoria en San Bartolomé, entre 1958 y 1961]
- Luis García-Hinojosa Sánchez-Largo (entre 1961 y 1987)
- Sebastián Villalobos Zaragoza (entre 1987 y 2022)
- Ángel Camuñas Sánchez (desde 2022)